# Bicellarina alderi
Bicellarina alderi är en mossdjursart som först beskrevs av George Busk 1859.  Bicellarina alderi ingår i släktet Bicellarina och familjen Bugulidae. Inga underarter finns listade i Catalogue of Life.